# Kanton Najac
Der Kanton Najac war bis 2015 ein französischer Wahlkreis im Département Aveyron und in der Region Midi-Pyrénées. Er umfasste sieben Gemeinden im Arrondissement Villefranche-de-Rouergue; sein Hauptort (frz.: chef-lieu) war Najac. Die landesweiten Änderungen in der Zusammensetzung der Kantone brachten im März 2015 seine Auflösung. Vertreter im conseil général des Départements war zuletzt Bernard Vidal.

## Gemeinden
| Gemeinde             | Einwohner Jahr | Fläche km² | Bevölkerungsdichte | Code INSEE | Postleitzahl |
| -------------------- | -------------- | ---------- | ------------------ | ---------- | ------------ |
| Bor-et-Bar           | 192 (2013)     | 12,9       | 15 Einw./km²       | 12029      | 12270        |
| La Fouillade         | 1.082 (2013)   | 32,5       | 33 Einw./km²       | 12105      | 12270        |
| Lunac                | 427 (2013)     | 18,8       | 23 Einw./km²       | 12135      | 12270        |
| Monteils             | 546 (2013)     | 17,2       | 32 Einw./km²       | 12150      | 12200        |
| Najac                | 720 (2013)     | 53,9       | 13 Einw./km²       | 12167      | 12270        |
| Saint-André-de-Najac | 419 (2013)     | 25,1       | 17 Einw./km²       | 12210      | 12270        |
| Sanvensa             | 657 (2013)     | 25,5       | 26 Einw./km²       | 12259      | 12200        |